# Morska biologija
Morska biologija ili biologija mora je grana biologije koja proučava organizme u oceanima, morima i bočatim vodama. 
Morska biologija se razlikuje morske ekologije po tome što je morska ekologija usmjerena na interakciju, tj. međusobno djelovanje organizama i okoliša, dok morska biologija proučava živa bića.

## Vanjske poveznice
- Institut za oceanografiju i ribarstvo, Split Sveučilišni studijski centar za studije mora, studij biologije i ekonomije mora - opće informacije
- Prirodoslovno-matematički fakultet u Zagrebu Biološki odsjek, detaljne informacije o predmetu Biologija mora